# 哈蒂拉谷國家公園
41°11′09″N 41°44′02″E / 41.18583°N 41.73389°E

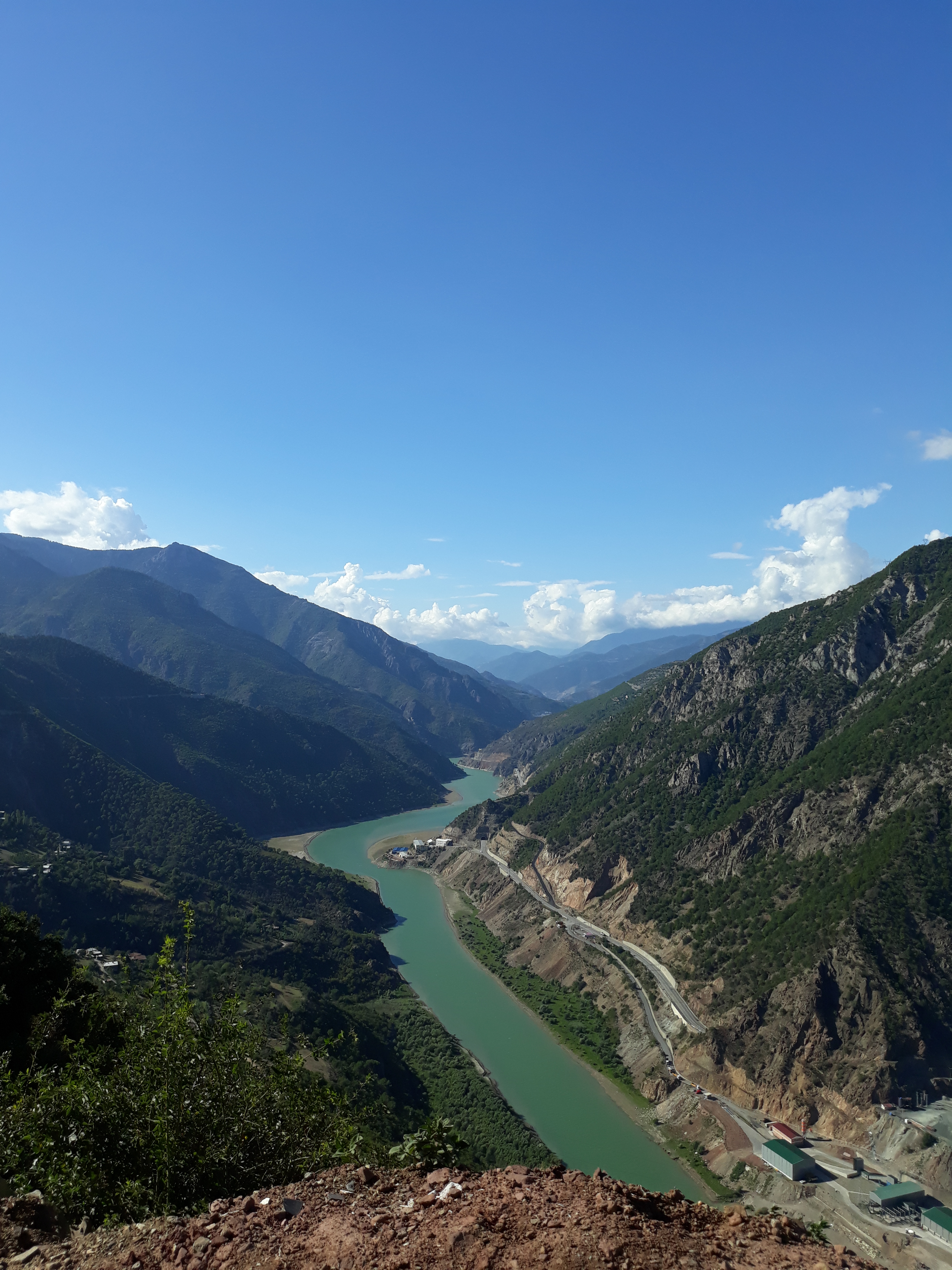

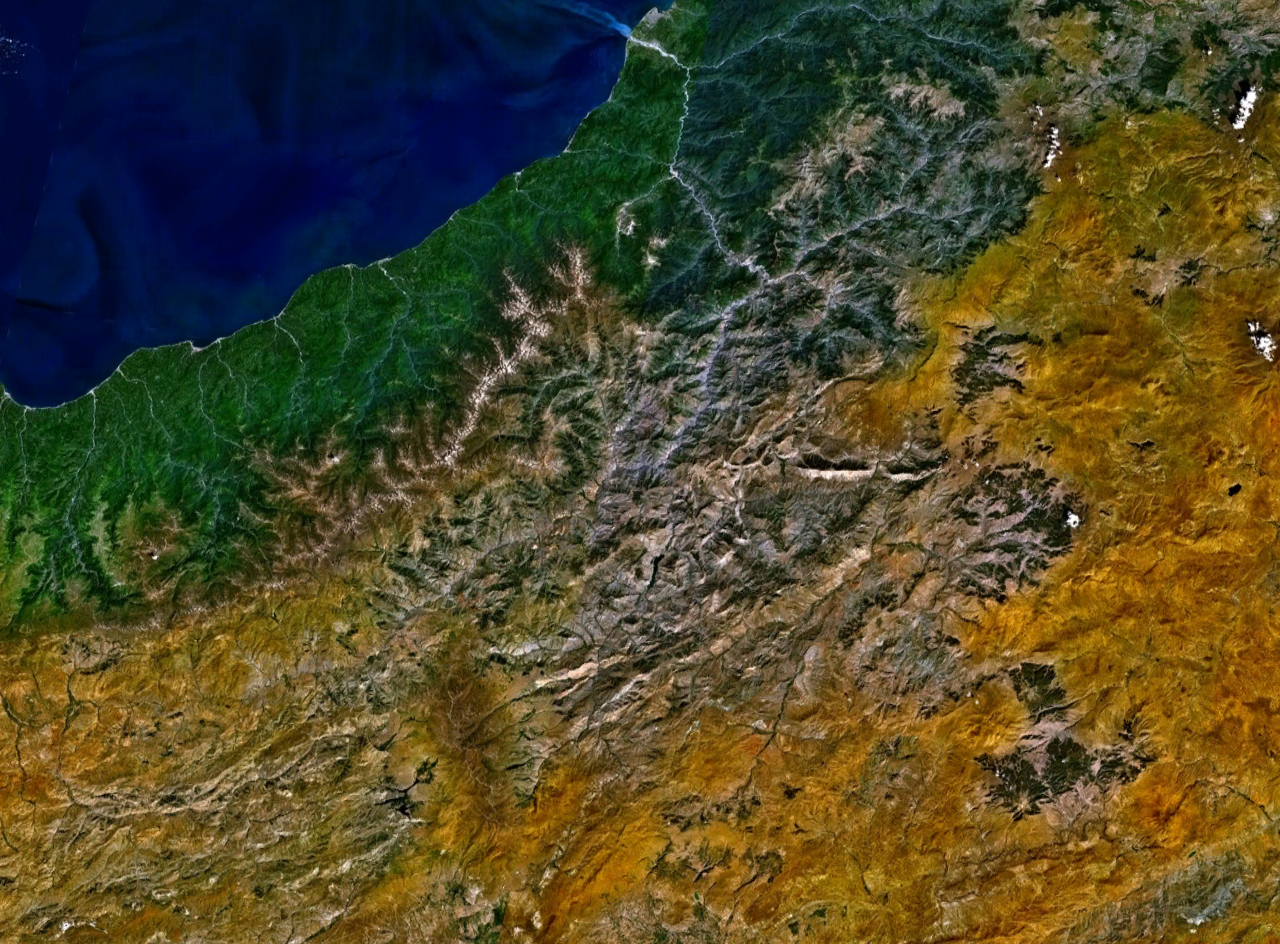

哈蒂拉谷國家公園是土耳其的國家公園，位於該國東北部，成立於1994年8月31日，面積169平方公里，有狼、赤狐、猞猁、豹、棕熊、野山羊、臆羚、西方狍、野豬、歐洲野兔。